# بودکی ژلازووسکیه
بودکی ژلازووسکیه (به لهستانی:  Budki Żelazowskie) یک روستا در لهستان است که در گمینا کامپینوس واقع شده‌است. بودکی ژلازووسکیه ۵۰ نفر جمعیت دارد.